# إيدسون تافاريس
إيدسون تافاريس (Edson Tavares) (مواليد 10 يونيو 1956) هو مدرب كرة قدم.

## وصلات خارجية
- إيدسون تافاريس على موقع قاعدة بيانات كرة القدم.إي يو (الإنجليزية)
- إيدسون تافاريس على موقع Soccerway.com (الإنجليزية)
- إيدسون تافاريس على موقع عالم كرة القدم.نت (الإنجليزية)

- J.League Data Site (باليابانية)